# Tragédia de Entre-os-Rios
A Tragédia de Entre-os-Rios ou Tragédia da Ponte Hintze Ribeiro foi um desastre ocorrido na noite de 4 de março de 2001, com o colapso da Ponte Hintze Ribeiro, que fazia a ligação sobre o Rio Douro entre as localidades de Castelo de Paiva e Entre-os-Rios, que resultou na morte de 59 pessoas.

## O desastre

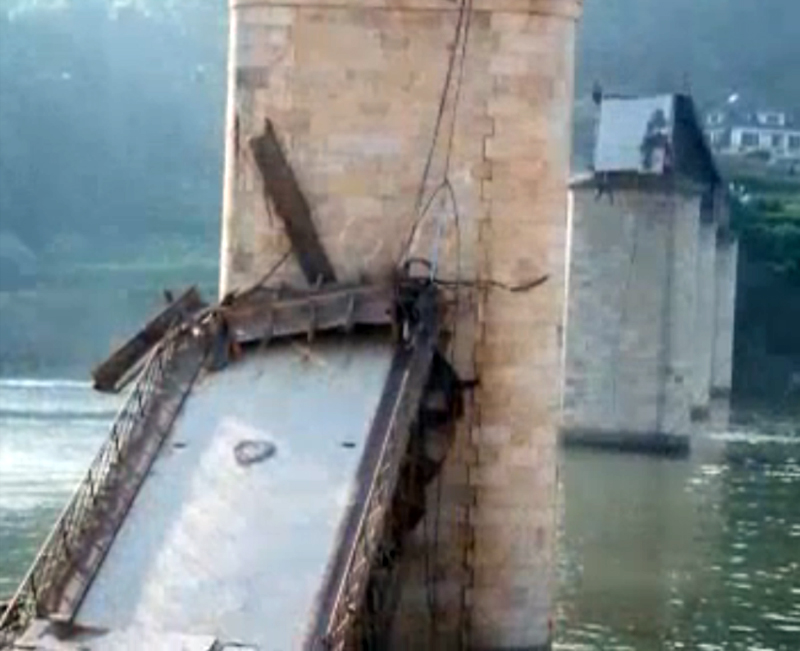
Foto tirada após o desastre. É possível ver uma parte do tabuleiro suspensa na margem.

A Ponte Hintze Ribeiro foi projetada pelo engenheiro António de Araújo e Silva e a sua construção iniciou-se em 1884, tendo a empreitada ficado a cargo da empresa belga "Société Anonyme Internationale de Construction et Entreprise de Travaux Publics", de Braine-le-Comte. O nome da ponte ficou a dever-se a Hintze Ribeiro, primeiro-ministro de Portugal nos períodos 1893–1897, 1900–1904 e durante dois meses em 1906. 
A ponte, já considerada pelos habitantes de Entre-os-Rios como degradada, cedeu à chuva intensa dos últimos dias, que tinha causado um aumento no caudal do rio Douro. Às 21h15min do dia 4 de março de 2001, o quarto pilar da ponte ruiu, o que provocou a destruição parcial do tabuleiro. Parte deste caiu ao rio Douro, tendo uma secção ficado suspensa na margem. 
Do acidente resultou a morte de 59 pessoas, incluindo os passageiros de um autocarro da empresa Asadouro e três carros que tentavam alcançar a outra margem do rio Douro. Das vítimas, 54 pertenciam ao concelho de Castelo de Paiva, 2 de Cinfães, 2 de Gondomar e 1 de Penafiel.

## Efeitos subsequentes
O desastre levou a acusações quanto a negligência do Governo Português, levando à demissão do Ministro do Equipamento Social da altura, Jorge Coelho. O Governo decretou dois dias de luto nacional.
Foi criada a Associação dos Familiares das Vítimas da Tragédia de Entre-os-Rios, que todos os anos organiza várias cerimónias de homenagem, como as 59 flores que são atiradas da recente ponte Hintze Ribeiro para o rio Douro para os 59 falecidos da tragédia.
A 4 de março de 2021, dia que marcou o vigésimo aniversário da tragédia, o então presidente Marcelo Rebelo de Sousa lançou uma homenagem às vitimas da queda da Ponte Hintze Ribeiro.

## Monumento de homenagem

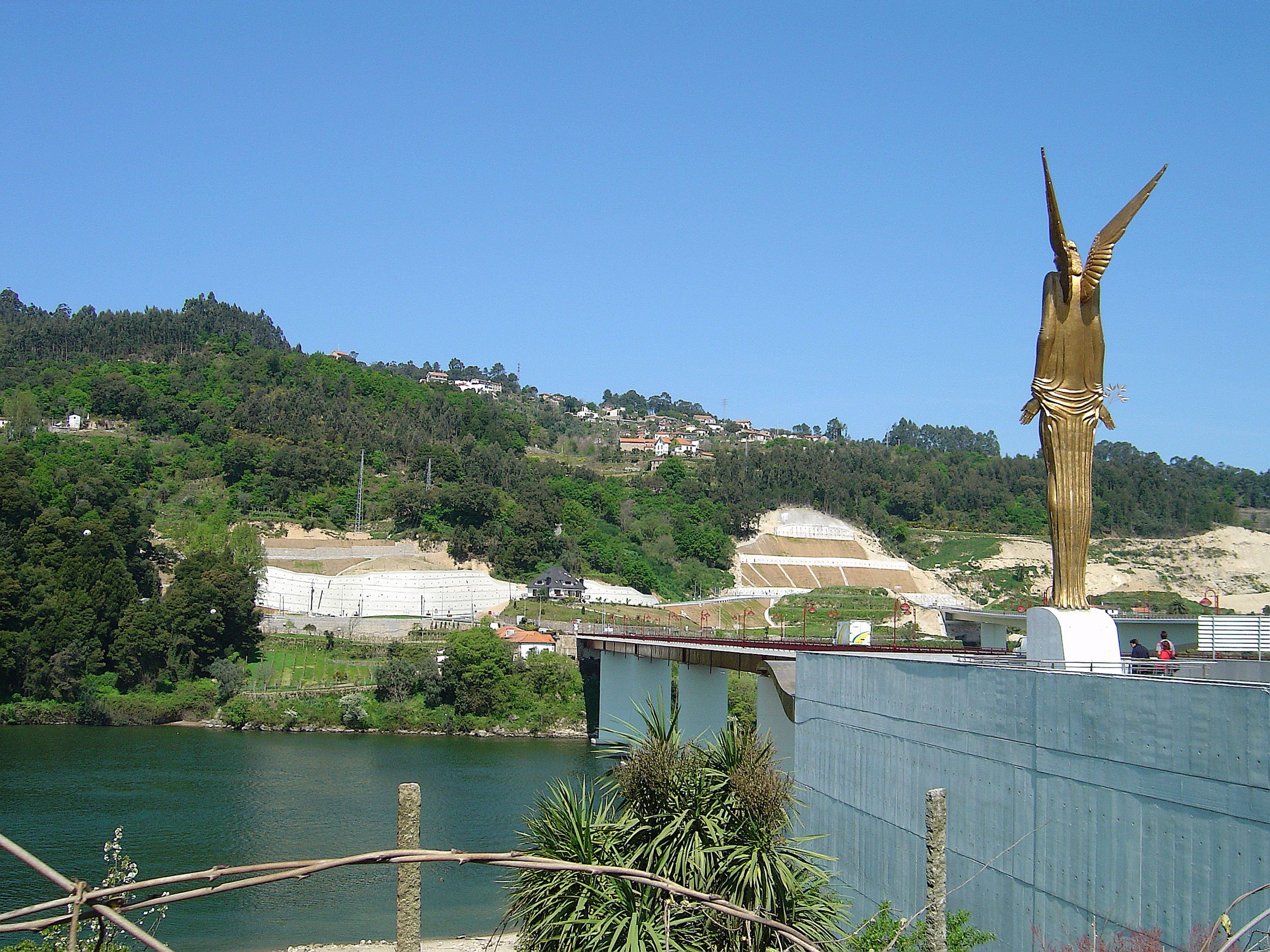
Monumento em homenagem às vítimas da tragédia de Entre-os-Rios

Em janeiro de 2003, junto à ponte de Entre-os-Rios, foi inaugurado o monumento de homenagem às vítimas, designado "Anjo da Guarda". A estátua em bronze, com dez metros de altura, foi construída em conjunção com um santuário, onde estão inscritos os nomes das vitimas.